# Sono fotogenico
Sono fotogenico is een Italiaanse film van Dino Risi die werd uitgebracht in 1980.

## Verhaal
Italië, de vroege jaren tachtig van de twintigste eeuw. Antonio Barozzi, een late dertiger, is een moederskindje die ervan droomt filmacteur te worden. Op een dag verlaat hij zijn geboorteplaats Laveno-Mombello aan het Lago Maggiore. Hij trekt naar Rome en hoopt beroemd en rijk te worden dankzij Cinecittà. Spoedig ervaart hij dat de filmwereld vol bedriegers zit. Hij wordt het slachtoffer van Pedretti, een cynische advocaat zonder scrupules die zich opdringt als zijn agent. Ook Cinzia, net als hij een aspirant, maakt misbruik van hem.

## Rolverdeling
| Acteur           | Personage        |
| ---------------- | ---------------- |
| Renato Pozzetto  | Antonio Barozzi  |
| Edwige Fenech    | Cinzia Pancaldi  |
| Aldo Maccione    | Antonio Pedretti |
| Julien Guiomar   | Carlo Simoni     |
| Michel Galabru   | Del Giudice      |
| Paolo Baroni     | Paolino          |
| Gino Santercole  | Sergio           |
| Massimo Boldi    | Sandro Rubizzi   |
| Attilio Dottesio | Attilio Turchese |
| Vittorio Gassman | zichzelf         |
| Ugo Tognazzi     | zichzelf         |
| Mario Monicelli  | zichzelf         |
| Barbara Bouchet  | zichzelf         |